# Podlitina

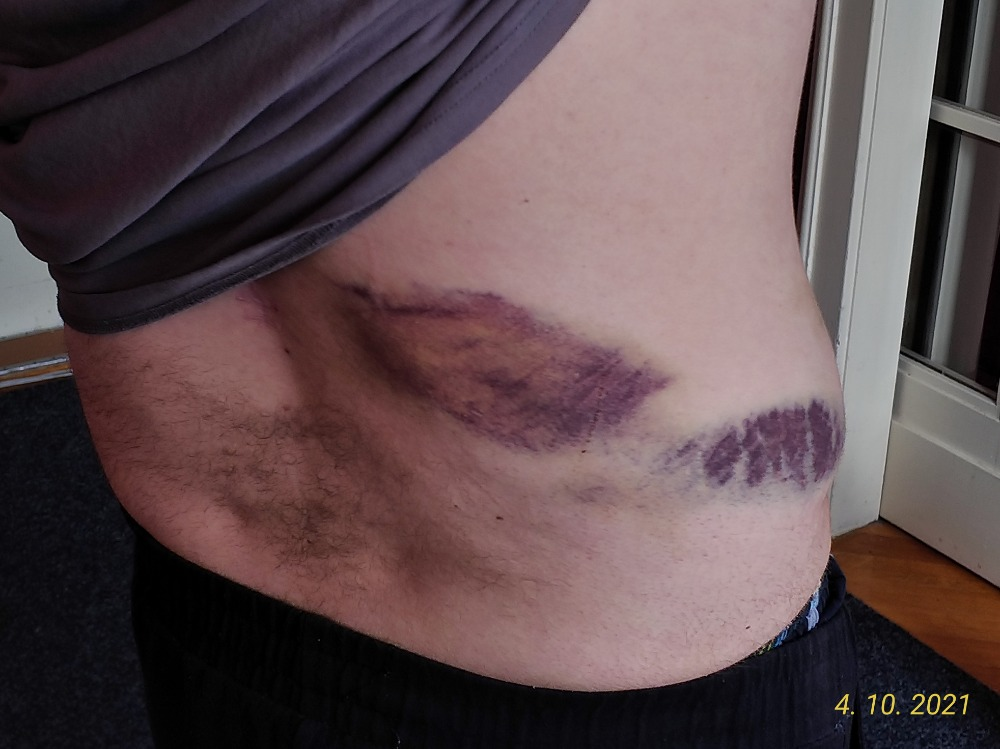
Podlitina na zádech a boku po pádu

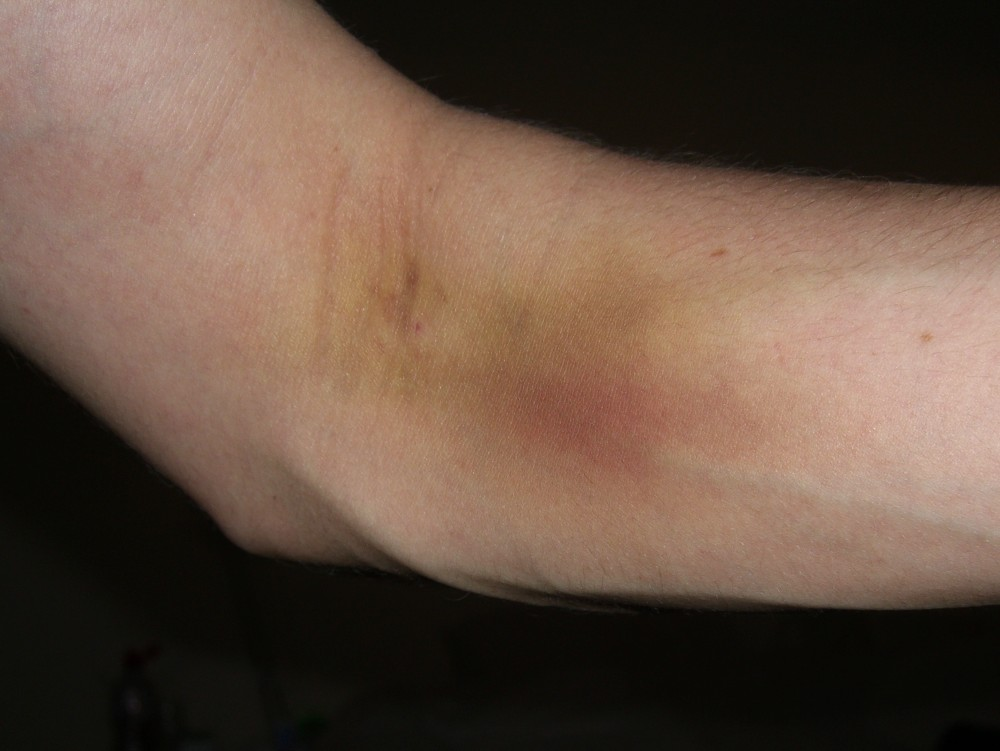
Vstřebávání podlitiny provázené změnou její barvy

Podlitina či hovorově modřina (nářečně modrák) je českým ekvivalentem několika odborných výrazů (ekchymóza latinsky ecchymosis (z řeckého ec-chýmos šťáva), sufúze suffusio, sugilace sugillatio, kontuze contusio). Podlitina je nahromadění krve ve tkáni, které vzniká nejčastěji po tupém úderu do organismu. V důsledku nárazu nebo úderu dochází v inkriminovaném místě k poškození krevních cév a úniku krve do tkáně.
Podlitina má nejčastěji ze začátku krvavou až namodralou barvu díky přítomnosti krevního barviva hemoglobinu, ale postupem času dochází k jejímu tmavnutí, zelenání (rozpadem hemoglobinu na biliverdin) a hnědnutí až žloutnutí (redukcí biliverdinu na bilirubin) než se zcela vstřebá. Po absorpci krve organismem není v místě úderu zpravidla žádná viditelná známka poškození za předpokladu, že nedošlo k protržení tkáně. V takovém případě dochází ke vzniku jizvy.
Podlitiny jsou nebezpečné pro lidi, kteří mají poruchu srážlivosti krve.

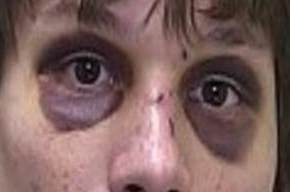
Brýlový hematom (raccoon eyes) příznak zlomeniny spodiny lebeční

Modřina v oblasti oka se nespisovně označuje jako monokl (podle monoklu, „brýlí“ na jedno oko) nebo moncl (anglicky black eye, německy blaues Auge). Symetrická modřina na obou očích je závažným příznakem, objevujícvím se po poranění spodiny lebeční - lékařsky se nazývá brýlový hematom. Drobné modřiny, které vznikají při náruživém líbání nebo erotickém kousání, se označují nespisovně jako cucfleky. Krevní výron v hlubších tkáních spojený s otokem se označuje jako hematom, v širším pojetí se jako hematomy označují i podlitiny.

## Příčiny a průběh
Podlitiny jsou většinou krvácivé události v subkutánní (podkožní) oblasti, které vznikají v důsledku událostí jako je náraz, pád, úder nebo operace. Mohou silně natéct a být velmi bolestivé. Obvykle se uzdraví samy během dvou až tří týdnů. V průběhu uzdravování podlitina mění barvy v důsledku odstraňování zbytků krve:
1. červená: kapiláry prasknou a krev (červená kvůli hemoglobinu) vstupuje do tkáně
2. tmavě červená až modrá: krev se sráží
3. hnědočerná: enzymatické odbourávání hemoglobinu na choleglobin/verdoglobin (žlučové barvivo)
4. tmavě zelená: enzymatické odbourávání hemoglobinu na biliverdin (žlučové barvivo)
5. žlutohnědá: enzymatické odbourávání hemoglobinu na bilirubin (žlučové barvivo).